# Таммелин, Берта
Берта Таммелин (швед. Bertha Tammelin, 21 марта 1836 — 2 января 1915) — шведская театральная актриса, оперная певица, композитор и музыкальный педагог.

## Биография
Берта Таммелин родилась в 1836 г. в Стокгольме. Её матерью была известная шведская актриса Каролина Бок, отцом — музыкант Карл Фридрих Бок. В 1853—1855 гг. она училась в актёрской школе Dramatens elevskola и с 1856 г. выступала в Королевской опере и Королевском драматическом театре. Она исполняла как оперные, так и драматические роли. Наиболее примечательной её ролью была партия Ингрид в пьесе «Свадьбе в Ульфосе» Гедберга и слуги Пука в опере Оберон Вебера. С возрастом у Берты Таммелин начало ухудшаться зрение, что вынудило её в 1884 г. покинуть сцену.
Кроме выступлений в театре и опере Берта также была пианисткой — в 14 лет она исполняла концерты для фортепиано. Берта также писала музыку, и некоторые её произведения вошли в музыкальный сборник Det sjungande Europa («Поющая Европа»). Начиная с 1879 г. она преподавала музыку в Шведской королевской музыкальной академии, а с 1889 г. — драму в Dramatens elevskola. Она также давала частные уроки. Среди её известных учениц были Эллен Хартман и Эбба Линдквист.
Берта вышла замуж в 1873 г. за бухгалтера Филипа Таммелина.
В 1885 г. король Оскар II наградил Берту Таммелин золотой медалью Литературы и искусств.
Берта Таммелин скончалась в Стокгольме в 1915 г.